# Gospodarka Sudanu
Gospodarka Sudanu jest zdominowana przez rolnictwo. Obecnie kraj cierpi z powodu wysokiej inflacji i długu publicznego.

## Wpływ sytuacji politycznej na gospodarkę
Pierwsza wojna domowa zakończyła się w 1972, ale w 1983 roku wybuchła kolejna. Rozmowy pokojowe nabrały rozpędu w latach 2002–2004 wraz z podpisaniem kilku porozumień. Ostatnie kompleksowe porozumienie pokojowe między wojskami północy a południa, podpisane w styczniu 2005, nadało południowym rebeliantom autonomię na sześć lat, a następnie referendum w sprawie niepodległości Sudanu Południowego. Referendum odbyło się w styczniu 2011 i wskazało na ogromne poparcie dla niepodległości. Sudan Południowy stał się niezależny w dniu 9 lipca 2011. Po odzyskaniu niepodległości przez Sudan Południowy wybuchł konflikt między rządem a Sudańskim Ludowym Ruchem Wyzwolenia Północy (w tym Sudańskim Frontem Rewolucyjnym), który spowodował, że 1,1 miliona osób zostało wewnętrznie przesiedlonych lub dotkniętych poważnymi potrzebami humanitarnymi. Konflikt zbrojny, słaba infrastruktura transportowa i odmowa dostępu zarówno rządowi, jak i zbrojnej opozycji utrudniły świadczenie pomocy humanitarnej dla dotkniętej ludności. Sudan po secesji Sudanu Południowego wprowadził nową walutę, nadal nazywaną funtem sudańskim, ale wartość waluty spadła od czasu jej wprowadzenia.

## Gospodarka

### Wydobycie

#### Ropa naftowa
Z powodu oddzielenia się Sudanu Południowego, Sudan utracił trzy czwarte złóż do produkcji ropy. Sektor naftowy spowodował znaczny wzrost PKB Sudanu od 1999 roku. Przez prawie dekadę gospodarka rozwijała się dzięki rosnącej produkcji ropy naftowej, wysokim cenom ropy naftowej i znacznemu napływowi bezpośrednich inwestycji zagranicznych. Od czasu szoku gospodarczego, jakim była secesja Sudanu Południowego, Sudan walczył o ustabilizowanie swojej gospodarki i nadrobienie strat w dochodach z wymiany walut. Obecnie rząd Sudanu stara się rozwijać źródła dochodów inne niż ropa naftowa, takie jak wydobycie złota i rolnictwo, jednocześnie realizując program oszczędnościowy w celu zmniejszenia wydatków. Mimo tego ropa naftowa stanowi nadal 98% PKB tego kraju.

#### Złoto
We wrześniu 2012 prezydent Sudanu Omar al-Baszir otworzył pierwszą w kraju rafinerię złota i spekuluje się, że jest to jedna z największych tego typu konstrukcji w Afryce. Rafineria ta produkuje 328 ton złota rocznie. Analitycy ekonomiczni twierdzą, że rafineria jest częścią rządowej strategii nadrabiania utraconych dochodów z ropy po podziale Sudanu Południowego w 2011. Rafineria będzie również w stanie przetwarzać srebro, a otwarcie tej części rafinerii powinno zmniejszyć ilość złota i srebra przemycanych na inne rynki.

### Rolnictwo
Rolnictwo, które boryka się z poważnymi trudnościami w przypadku suszy, jest głównym zasobem kraju i zapewnia główne produkty eksportowe, w szczególności bawełnę, sezam i gumę arabską (Sudan jest jej największym eksporterem), ale produkcja zbóż jest nadal niewystarczająca, aby nakarmić ludność kraju, który musi ją importować. Rolnictwo nadal zatrudnia 80% siły roboczej.

### Handel zagraniczny
Główne towary eksportowe Sudanu to: złoto (1,51 mld $ całego PKB), ropa naftowa (720 mln $), owce i kozy (476 mln $). Sudan eksportuje towary przede wszystkim do: Zjednoczonych Emiratów Arabskich, Chin, Arabii Saudyjskiej i Indii.
Importuje głównie zboża, leki oraz samochody. Najważniejsze źródła importu to Chiny, Zjednoczone Emiraty Arabskie i Rosja.

### Embargo
W dniu 3 listopada 1997 rząd Stanów Zjednoczonych nałożył embargo handlowe na Sudan. USA uznało, że rząd Sudanu poparł międzynarodowy terroryzm, zdestabilizował sąsiednie rządy i zezwolił na nieprzestrzeganie praw człowieka. Konsekwencją embarga jest to, że amerykańskie korporacje nie mogą inwestować w sudański przemysł naftowy, więc głównymi inwestorami są firmy z Chin, Malezji i Indii. 6 października 2017 administracja prezydenta Donalda Trumpa zniosła embargo gospodarcze na Sudan.

## Transport

Linie kolejowe w Sudanie i Sudanie Południowym

Całkowita długość linii kolejowych w Sudanie w 2014 r. wynosiła 7251 km.